# KRN-GEN.W & JACKSLACK
KRN-GEN.W & JACKSLACK（ケーアールエヌ）は、1MC / シンガーと1DJ / トラックメーカーからなるヒップホップユニットである。

## メンバー
- GEN.W
MC / シンガー。長野県出身。血液型はAB型。身長175cm。愛称はGendy(ゲンディ)。現在、活動休止中のHOUSE HOLDのメンバー。
- JACKSLACK
DJ / トラックメーカー。長野県出身。血液型は恐らくA型。身長178cm。

## 来歴
- 1997年、高校の同級生だったGEN.WとJACKSLACK(当時:D.D)が「KRN」の原点となるバンド「麒麟」を結成する。

- 高校卒業後、「麒麟」は活動を休止する事となる。

- 2002年、アーティスト名を「KRN-GEN.W & JACKSLACK」と変え活動を再開。

- 2008年3月、1stアルバム『THE SURPRISE』をリリース。

- 2010年11月、2ndアルバム『THE LOVE』をリリース。

- 2012年3月、活動休止。同時にメンバー各自ソロ活動を開始する。

## ディスコグラフィ

### 配信シングル
- ミンナでDo It - 着うた、着うたフル、PC配信（2010年6月30日）
- スペシャルTHANKS - 着うた、着うたフル、PC配信（2010年9月15日）
- いとしい君 feat. Pearl (歌手) - 着うた、着うたフル、PC配信（2010年11月17日）
- NAKAMA ～想いはひとつ～ feat. 大野勢太郎 - 着うた、着うたフル、PC配信（2011年8月3日）
- キミと花火 feat. ヒナタジュン - 着うた、着うたフル、PC配信（2011年8月10日）

### アルバム
- THE SURPRISE（2008年3月5日）

1. ONE
2. サプライズ feat. 仲程秀貴 a.k.a DYM-T
3. プラス志向
4. SWEET SMELL
5. KRN RADIO
6. オリジナルステップ feat. SHIOMI & FRANKEN
7. DREAM DISCO feat. HOUSE HOLD
8. HEY BABY feat. 海老沢 健
9. プライド
10. U & I feat. KOMA & Pearl (歌手)

- THE LOVE（2010年11月24日）

1. This Is My Love
2. ミンナでDo It
3. ヒウィゴー
4. ハピネス
5. We Are
6. TSUYOSA feat. 潮美 & Djenga
7. 幸せをそっと
8. 今がそのとき feat. YOZEF & TATSU from ASIAN2
9. いとしい君 feat. Pearl (歌手)
10. スペシャルTHANKS

### 自主アルバム
- BIGBAN OF KRN（2002年）
- BUSINESS OF KRN（2005年）

## タイアップ
| 曲名                          | タイアップ |
| スペシャルTHANKS              | 日本テレビ系 テレビ信州『ゆうがたGet!』2010年12月 - 2011年2月度エンディングテーマ                                      |
| キミと花火 feat. ヒナタジュン | 『エルシーブイ 諏訪湖祭湖上花火大会』イメージソング 『サマーナイトファイヤーフェスティバル』2011年度オープニングソング |